# Ophioglossum latifolium
Ophioglossum latifolium är en låsbräkenväxtart som först beskrevs av Karl Anton Eugen Prantl, och fick sitt nu gällande namn av J.E.Burrows. Ophioglossum latifolium ingår i släktet ormtungor, och familjen låsbräkenväxter. Inga underarter finns listade i Catalogue of Life.